# Mount Hermon, Virginia
Mount Hermon är en ort i Pittsylvania County i delstaten Virginia, USA.